# حقل جاذبية

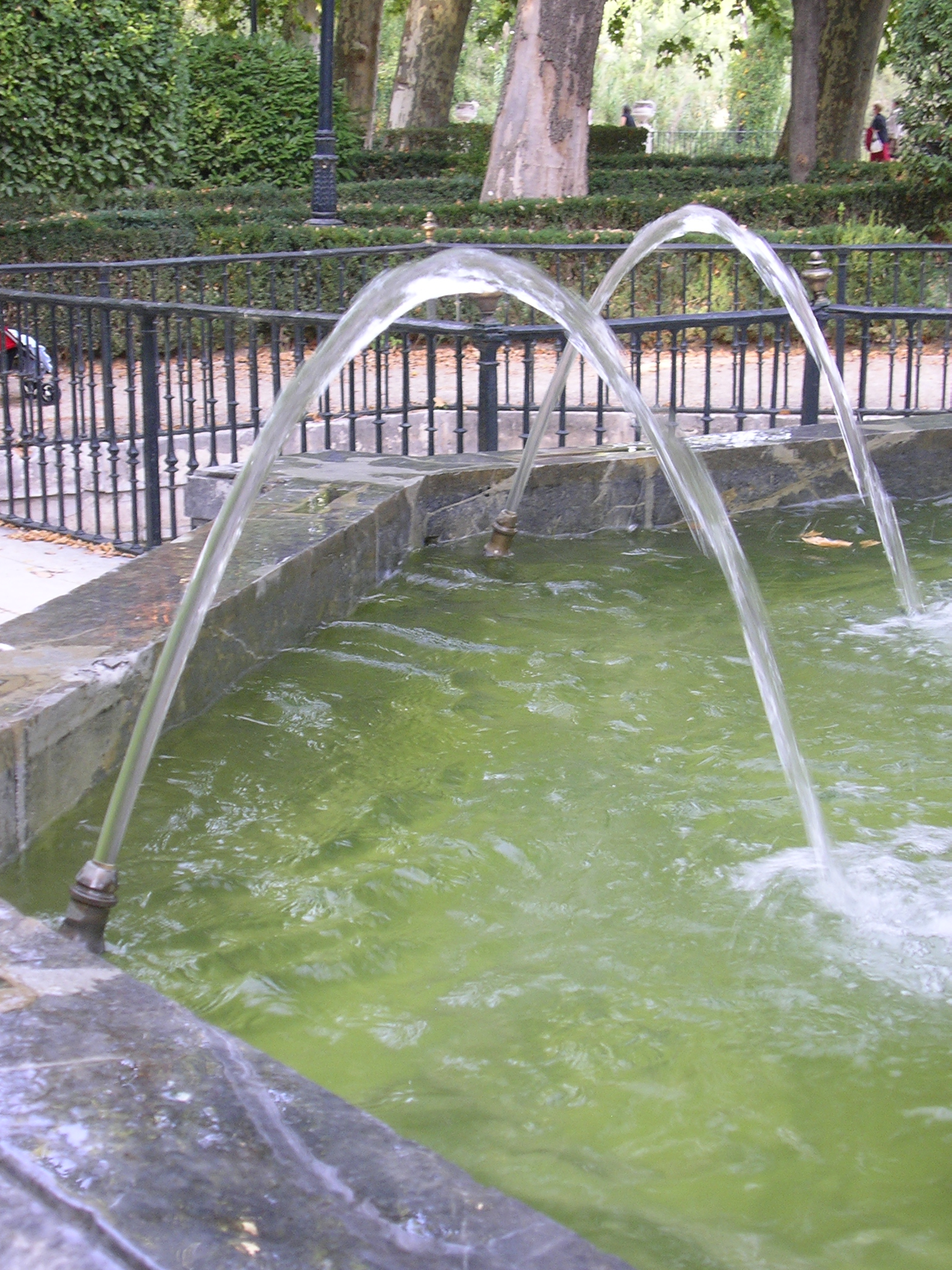
تجاذب بين الماء والأرض. يتخذ مسار فيض الماء شكل قطع مكافئ.

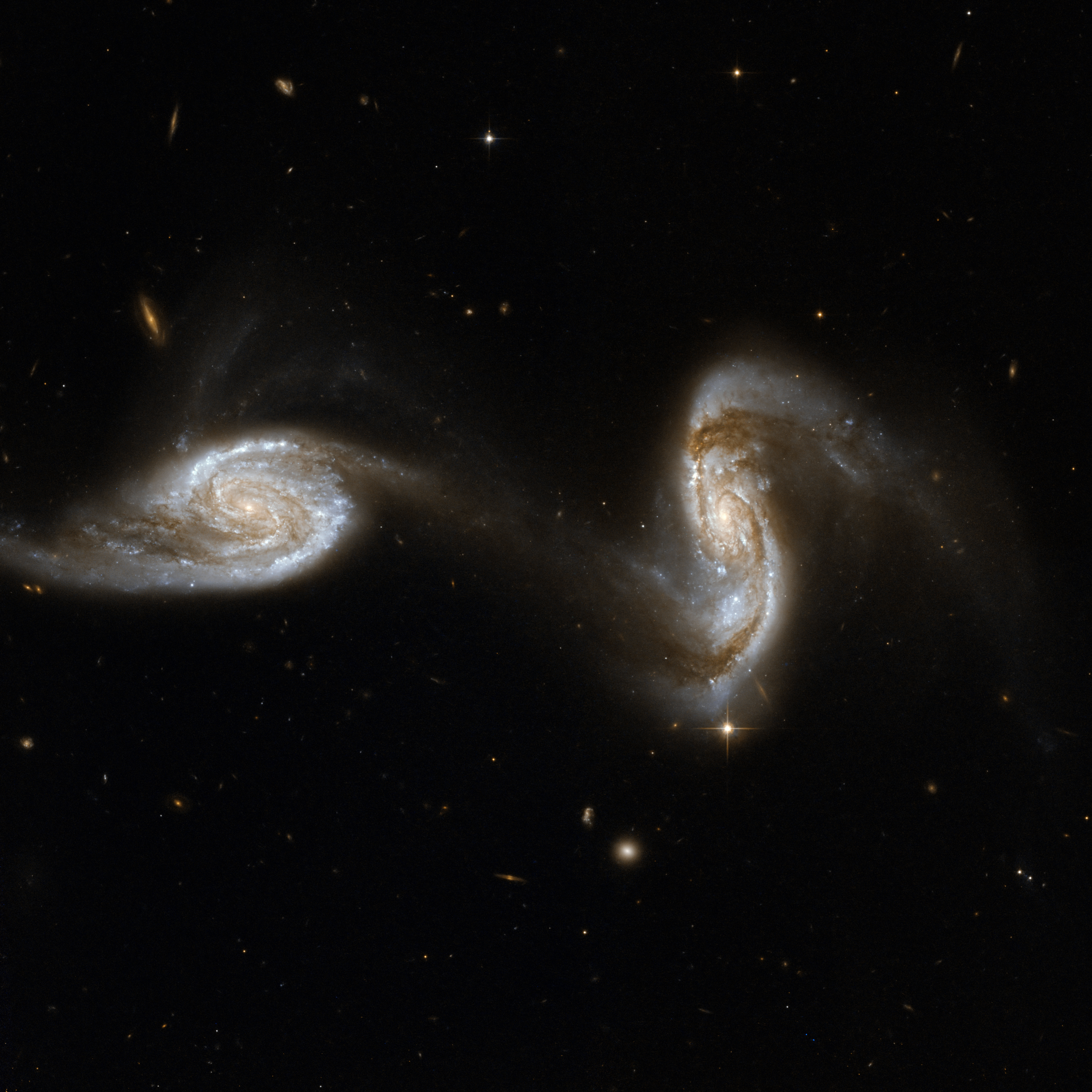
مجرتان حلزونيتان تتجاذبان بقوة الجاذبية ويتغير شكلهما.

حقل الجاذبية أو مجال جاذبية  هو نموذج علمي يستخدم في الفيزياء لتفسير وجود جاذبية. الجاذبية هي قوة جاذبة بين كتلتين. وخاصية الجاذبية هي إحدى القوى الأساسية الأربعة المتحكمة في تكوين العالم والكون.وهي قوة الجاذبية تتعلق بالكتلة فقط وتخص جميع الأجسام، سواء كانت ذرات أو حبيبات أو كرات بلياردو أو كواكب ونجوم. تأثير قوة الجاذبية بين جسمين تعتمد على المسافة بين مركز كتل كل من الجسمين، فيقل تأثيرها كلما زادت المسافة بين الجسمين. لهذا نقول أن لكل جسم حقل جاذبية.
بعد نيوتن، حاول لابلاس أن يبني نموذج للجاذبية على شكل حقل إشعاعي أو مائع. ومنذ القرن التاسع عشر تم تفسير الجاذبية باستخدام نموذج الحقل بدلا من نموذج الجاذبية بين النقاط.
بدلا من تجاذب بين جسمين تعتبر النسبية العامة أن الكتلة تعمل على انحناء الزمكان وهذا الانحناء يحدد مسارها في حقول جاذبية أجسام أخرى، وتظهر لنا تلك الظاهرة في هيئة قوة الجاذبية. وحسب هذا النموذج يتحرك جسم بطريقة معينة حسب انحناء الزمكان.
نظرا لأن قوة الجاذبية هي قوة أساسية في الكون، يحاول العلماء الربط بينها مع بقية القوى الطبيعية الأخرى المتحكمة في الكون والمتحكمة في سير الظواهر الطبيعية كلها، وهي: قوة شديدة، قوة كهرومغناطيسية، وقوة ضعيفة.

## ميكانيكا تقليدية
في الميكانيكا التقليدية ربما لا يوجد حقل حقيقي، ولكن يستخدم نموذج الحقل لشرح تأثير الجاذبية. ويعرف حقل الجاذبية g حول جسم كتلته M بأنه حقل متجه يتكون عند كل نقطة من متجه مؤشرا في اتجاه الجسم. ونحسب مقدار الحقل عند كل نقطة حول الجسم باستخدام قانون الجاذبية الكوني لنيوتن، وهو يمثل القوة لوحدة الكتلة (1 كيلوجرام) المؤثرة على أي مادة عند تلك النقطة في المكان.
وترتبط قوة الحقل بطاقة وضع Φ «وحدة الكتلة» عند كل نقطة في المكان، تلك طاقة الوضع تسمى جهد الجاذبية gravitational potential.
معادلة حقل الجاذبية هي:
{\displaystyle \mathbf {g} ={\frac {\mathbf {F} }{m}}=-{\frac {GM}{|\mathbf {r} |^{2}}}\mathbf {\hat {r}} =-\nabla \Phi \,\!}
حيث:
F قوة الجاذبية،
m كتلة الجسم تحت الاختبار،
R مكان الجسم،
{\displaystyle \mathbf {\hat {R}} } وحدة متجه في اتجاه R,
t is الزمن،
G ثابت الجاذبية،
∇ مؤثر دل
وقد أدخلت العلامة السالبة في المعادلة حيث أن القوة تقل بازدياد المسافة بين الجسمين. ويمكن التعبير عن تلك المعادلة في صيغة كثافة الكتلة ρ فتصبح المعادلة كالآتي:
{\displaystyle -\nabla \cdot \mathbf {g} =\nabla ^{2}\Phi =4\pi G\rho \!}
وهي تحتوي على ما يسمى «قانون جاوس للجاذبية». قانون نيوتن للجاذبية وقانون جاوس للجاذبية متعادلان من الوجهة الرياضية والفيزيائية. تلك المعادلات الكلاسيكية هي معادلات تفاضلية لحركة جسم ما في وجود حقل جاذبية، أي أن حل المعادلة تعطينا وصفا دقيقا لحركة الجسم الذي ندرسه ونعرف كتلته.
حقل الجاذبية حول مجموعة من الجسيمات نحصل عليه بجمع متجات الحقول حول كل جسيم. وإذا وقع جسم تحت تأثير مجال كهذا فإنه يتأثر بقوة تساوي مجموع الحقول الناشئة عن مجموعة الجسيمات. ويعبر عن ذلك رياضيا كالآتي:
{\displaystyle \mathbf {g} _{j}^{\text{(net)}}=\sum _{i\neq j}\mathbf {g} _{i}={\frac {1}{m_{j}}}\sum _{i\neq j}\mathbf {F} _{i}=-G\sum _{i\neq j}m_{i}{\frac {\mathbf {\hat {R}} _{ij}}{{|\mathbf {R} _{i}-\mathbf {R} _{j}}|^{2}}}=-\sum _{i\neq j}\nabla \Phi _{i}}
هذا معناه أن حقل الجاذبية يؤثر على الكتلة المختارة mj كحاصل جمع جميع حقول الجاذبية لجميع الكتل الأخرى mi، ماعدا الكتلة المختارة نفسهاmj . وتكون «وحدة المتجه». {\displaystyle \mathbf {\hat {R}} _{ij}} في الاتجاه Ri − Rj.

## النسبية العامة
في النسبية العامة تحدد حقل الجاذبية كحل في معادلات آينشتين للمجال:
{\displaystyle \mathbf {G} ={\frac {8\pi G}{c^{4}}}\mathbf {T} \,\!}
حيث T موتر إجهاد-طاقة، وG موتر أينشتاين، وc سرعة الضوء. في النسبية العامة تعتمد تلك المعادلات على توزيع المادة والطاقة في الزمكان، هذا بخلاف جاذبية نيوتن التي تعتمد فقط على توزيع المادة.

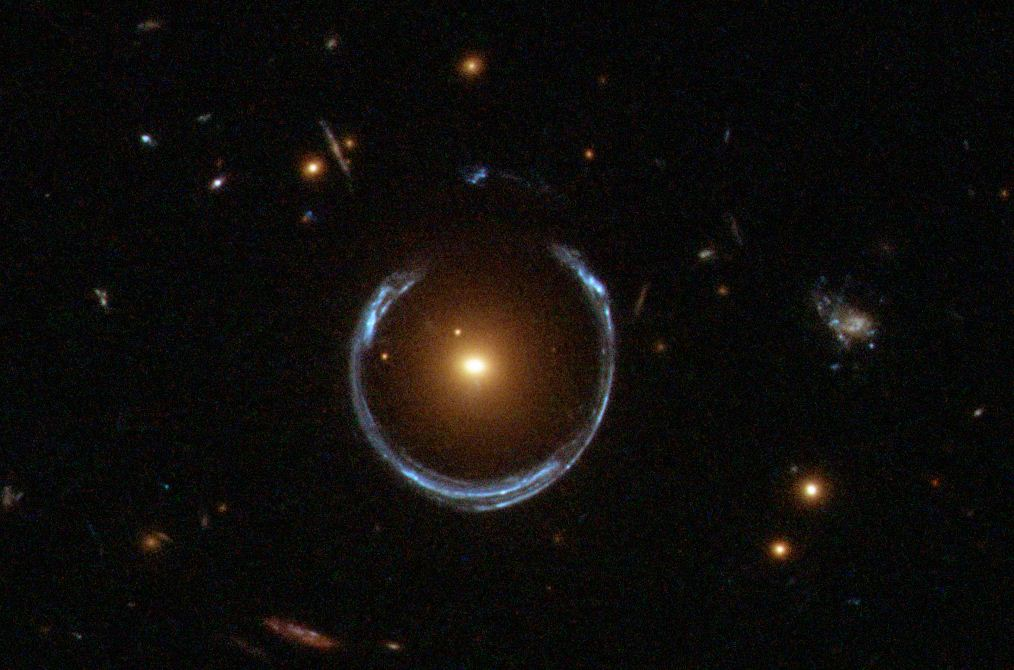
انحناء الضوء الآتي من مجرة بعيدة تحت تأثير جاذبية أجرام ثقيلة بينها وبيننا. تظهر مجرة بعيدة في هيئة قوس تحت هذا التأثير ويسمى «حلقة أينشتاين».

إذا طبقنا معادلات نيوتن على حركة جسم يتحرك بسرعة فائقة مقاربة من سرعة الضوء نجد أنها لا تعطي الإجابة الصحيحة. تنطبق معادلات نيوتن على السرعات البطيئة، أما عندما تقترب سرعة جسم أو جسيم من سرعة الضوء فلا تنطبق معادلات نيوتن عليه لوصف حركته وصفا دقيقا. لهذا كان مجهود ألبرت أينشتاين الذي بدأ دراسة تلك المسائل مع مطلع القرن العشرين وصاغ النظرية النسبية الخاصة المتعلقة بالسرعات العالية وتأثيراتها في عام 1905 . ثم عمم نتائجه في النظرية النسبية العامة في عام 1916 حيث صاغها في إطار الجاذبية وتأثيراتها.
طبقا للنظرية النسبية العامة فلا تعتبر الجاذبية قوة كتعريف الميكانيكا الكلاسيكية (ميكانيكا نيوتن) لها ووجود حقل جاذبية. في النظرية النسبية تنضم الثلاثة محاور المكانية إلى محور الزمن مكونة زمكان رباعي الإحداثيات. وطبقا لذلك يتأثر الزمكان بوجود الكتلة أو الطاقة وينحنى ولا يكون «منبسطا».
ويتحرك جسم الواقع تحت تأثير الجاذبية بين نقطتين في الزمكان دائما عبر الخط الواصل بينهما الذي يعرفه مترية الزمكان. تطبق في النظرية النسبية الخاصة ما يسمى مترية مينكوفيسكي في حالة زمكان منبسط، ويعرف عنصر المسافة كالآتي:
{\displaystyle \mathrm {d} s^{2}=c^{2}\mathrm {d} t^{2}-\mathrm {d} x^{2}-\mathrm {d} y^{2}-\mathrm {d} z^{2}}
وفيها نجد مربع المسافة المكانية ذات علامة سالبة. وفي النظرية النسبية العامة تنضم إليها معاملات في هيئة دوال تعتمد على المكان، وهي تختلف بالنسبة لتفاضل المكان وتفاضل الزمن. ويظهر فيها فيها انحناء الزمكان أو ما يسمى انحناء«مترية رايمان». وعندما نتعامل مع «زمكان منبسط» تكون حركة الجسم في خط مستقيم. أما في حالة انحناء الزمكان فتكون الحركة طبقا لخط جيوديسي (خط منحني يشبه
انحناء خطوط الطول على سطح الكرة الأرضية، تصور كائرة تطير من لندن إلى نيويورك فهي تتبع أقصر مسار بين المدينتين ولكن هذا المسار يكون منحنيا كانحناء الأرض.) وتصف معادلات الحقل لأينشتاين انحناء الزمكان، بحيث تكون الحركة المنتظمة عبر خط جيوديسي عند حسابها بالإحداثيات المعتادة للمكان والزمان (مثل السقوط الحر، منحنى قذيفة الذي يكون في هيئة قطع زائد، أو حركة كوكب حول الشمس..إلخ.
)